# Cadillac Records: Music from the Motion Picture
Cadillac Records: Music from the Motion Picture è la colonna sonora, nominata ai Grammy Award del film omonimo del 2008.
L'album è stato pubblicato dalla Columbia Records in due versioni: un album standard, e uno deluxe contenente due dischi.

## Descrizione
Trattandosi di un film centrato sul mondo del blues, l'apparato musicale che accompagna la pellicola è notevole ed è raccolto in una colonna sonora che presenta alcuni standard del genere e brani appositamente scritti interpretati da artisti attuali.
Produttore del disco (commercializzato in CD unico o in doppio cd nella versione deluxe) è stato il musicista e produttore statunitense Steve Jordan il quale ha radunato appositamente un gruppo di musicisti blues fra quelli maggiormente in voga inclusi Billy Flynn (chitarra), Larry Taylor (basso elettrico), Eddie Taylor Jr. (chitarra), Barrelhouse Chuck Goering (pianoforte), Kim Wilson (armonica a bocca), Danny Kortchmar (chitarra), Hubert Sumlin (chitarra) e Bill Sims (chitarra). Assieme allo stesso Jordan alla batteria il gruppo ha registrato con arrangiamenti moderni i classici del blues utilizzati nel film.
Knowles ha registrato per la colonna sonora cinque canzoni, inclusa la cover del brano di Etta James' At Last, distribuito il 2 dicembre 2008 come singolo di lancio del disco. Mos Def, Jeffrey Wright, Columbus Short e Eamonn Walker hanno registrato la parte vocale delle canzoni. Ulteriori tracce incluse nella colonna sonora sono cantate da Raphael Saadiq, Solange Knowles, sorella di Beyoncé, Mary Mary, Nas, Buddy Guy. Oltre a queste, è stato inserito anche un brano di Elvis Presley.
Un mese dopo la prima distribuzione del film, Beyoncé ha cantato At Last al ballo di insediamento del presidente Barack Obama, presente la first lady Michelle.

## Accoglienza
La colonna sonora - che è stata per trenta settimane al primo posto nella classifica di vendita degli album musicali della categoria blues - ha avuto una nomination come "Best Compilation Soundtrack Album For Motion Picture, Television Or Other Visual Media" ai Grammy Award, mentre il brano di Beyoncé Once in a Lifetime è stato candidato, nello stesso concorso, come "Best Song Written For Motion Picture, Television Or Other Visual Media". Infine, il brano At Last è andato in nomination come "Best Traditional R&B Vocal Performance".

## Tracce
1. Jeffrey Wright – I'm a Man – 3:50
2. Beyoncé – At Last – 3:00
3. Mos Def – No Particular Place to Go – 2:47
4. Jeffrey Wright – I'm Your Hoochie Coochie Man – 3:54
5. Beyoncé – Once in a Lifetime – 3:59
6. Raphael Saadiq – Let's Take a Walk – 2:28
7. Solange – 6 o'Clock Blues – 3:37
8. Mos Def – Nadine – 2:50
9. Mary Mary – The Sound – 3:29
10. Little Walter – Last Night – 2:53
11. Beyoncé – I'd Rather Go Blind – 3:10
12. Columbus Short – My Babe – 2:57
13. Nas – Bridging the Gap (feat. Olu Dara) – 4:00

Durata totale: 42:54

### Deluxe Edition: CD2
1. Mos Def – Maybellene – 2:31
2. Buddy Guy – Forty Days and Forty Nights – 2:46
3. Beyoncé – Trust in Me – 3:44
4. Soul Seven & Kim Wilson – Juke – 2:46
5. Eamonn Walker – Smokestack Lightning – 3:03
6. Mos Def – Promised Land – 2:29
7. Beyoncé – All I Could Do Was Cry – 3:10
8. Elvis Presley – My Babe – 2:09
9. Jeffrey Wright – I Can't Be Satisfied – 2:18
10. Mos Def – Come On – 2:34
11. Jeffrey Wright – Country Blues (feat. Bill Sims) – 3:42
12. Q-Tip & Al Kapone – Evolution of a Man – 3:06
13. Terence Blanchard – Radio Station – 2:07

Durata totale: 36:25